# Aaron Hilmer
Aaron Hilmer (* 11. Mai 1999 in Freiburg im Breisgau) ist ein deutscher Schauspieler.

## Leben
Aaron Hilmer steht seit 2011 vor der Kamera. Erste Rollen hatte er bereits als Kind. Über eine Hamburger Schauspielschule und Agentur für junge Darsteller erhielt er Schauspielunterricht und Schauspielcoaching.
In der 10. und 11. Staffel der Kinder- und Jugendserie Die Pfefferkörner (2013/2014) war er in einer wiederkehrenden Serienrolle als Mitschüler Diego zu sehen. Es folgten Episodenrollen in den Fernsehserien Die Kanzlei (2015), Notruf Hafenkante (2017, als Schüler, der einen schwächeren Mitschüler erpresst und terrorisiert) und Großstadtrevier (2017, als ehemaliger Schüler, der einen Hamburger Lehrer als Geisel nimmt).
Hilmer wirkte außerdem in der Filmkomödie Einsamkeit und Sex und Mitleid (2017) mit. Der mittellange Spielfilm Final Stage, in dem Hilmer die Hauptrolle als Jugendlicher Ray hatte, erhielt bei den Internationalen Filmfestspielen Berlin 2017 in der Sektion „Perspektive Deutsches Kino“ einen Sonderpreis der Jury.
Im Berliner Tatort: Amour Fou (2017) war er in einer Nebenrolle zu sehen; er spielte Stipe Rajic, einen kroatischen Jugendlichen ohne Schulabschluss aus einem sozialen Brennpunktviertel in Berlin-Neukölln, der unglücklich in eine angehende Abiturientin verliebt ist. In der 4. Staffel der ZDF-Serie Ein Fall für zwei (2017) war er als talentierter, aber chaotischer Schüler an einem Gymnasium zu sehen. In der Fernsehserie In aller Freundschaft – Die jungen Ärzte (2018) spielte er eine Episodenhauptrolle als Patient, der mit starken Unterleibsschmerzen in die Notaufnahme eingeliefert wird. In der 18. Staffel der ZDF-Serie SOKO Leipzig (2018) übernahm Hilmer eine weitere Episodenhauptrolle als Kfz-Lehrling Sammy Kessner, der immer mehr in die Kriminalität abgerutscht, mit Waffen dealt und die Tochter seines Ausbilders vergewaltigt.
2018 spielte er die Hauptrolle des Cyril in der Teenagerkomödie Das schönste Mädchen der Welt, eine moderne Version der Geschichte von Cyrano de Bergerac. Unter seinem Rollennamen nahm er auch das Lied Immer wenn wir uns sehn mit der Musikerin Lea auf und kam damit in die deutschen Singlecharts.
In dem TV-Thriller Der Auftrag (2019) spielte Hilmer, an der Seite von Anja Kling und Gregor Bloéb, eine der Hauptrollen, den 16-jährigen Teenager Miki Witt, der Augenzeuge eines brutalen Mordes unter kriminellen Berliner Clans wird und gemeinsam mit seinen getrennt lebenden Eltern in ein Zeugenschutzprogramm überführt wird. In der dreiteiligen ZDF-Miniserie Preis der Freiheit (2019) verkörperte Hilmer den DDR-Jugendlichen Roland Bohla, der sich nach Freiheit sehnt, nach einem missglückten Fluchtversuch inhaftiert und schließlich freigekauft wird und im Westen seine Mutter wiederfindet. In der ZDFneo-Katastrophenserie Sløborn (2020) war Hilmer in zwei Staffeln als straffällig gewordener Jugendlicher Devid zu sehen. Im Kriegsdrama Im Westen nichts Neues (2022) spielte Hilmer als Weltkriegsteilnehmer Albert Kropp und Schulfreund des 17-jährigen Protagonisten Paul Bäumer (Felix Kammerer) eine der Hauptrollen.
Hilmer lebt in Hamburg.

## Filmografie (Auswahl)
- 2011: Cowboy und Indianer
- 2013–2014: Die Pfefferkörner (Fernsehserie, Serienrolle)
- 2014: Charlottes Welt – Geht nicht, gibts’ nicht (Fernsehfilm)
- 2015: Die Kanzlei: Stolz und Vorurteil (Fernsehserie, eine Folge)
- 2016: Schrotten! (Kinofilm)
- 2016: Apropos Glück (Fernsehfilm)
- 2017: Notruf Hafenkante: Sprache der Stärke (Fernsehserie, eine Folge)
- 2017: Final Stage [The Time for All but Sunset – BGYOR]
- 2017: Einsamkeit und Sex und Mitleid (Kinofilm)
- 2017: Großstadtrevier: Hunde, die bellen (Fernsehserie, eine Folge)
- 2017: Tatort: Amour Fou (Fernsehreihe)
- 2017: Ein Fall für zwei: Notenwahn (Fernsehserie, eine Folge)
- 2018: In aller Freundschaft – Die jungen Ärzte: Alte Wunden (Fernsehserie)
- 2018: Das schönste Mädchen der Welt (Kinofilm)
- 2018: SOKO Leipzig (Fernsehserie; Folge: Gefährliches Vorbild)
- 2019: Der Auftrag (Fernsehfilm)
- 2019: Preis der Freiheit (Fernsehfilm)
- seit 2020: Sløborn (Fernsehserie, 14 Folgen in 2 Staffeln)
- 2020: Das letzte Wort (Fernsehserie)
- 2020: Der Kommissar und die Wut (Fernsehfilm)
- 2021: Tatort: Der Herr des Waldes (Fernsehreihe)
- 2021: First Time [The Time for All but Sunset – VIOLET]
- 2022: Im Westen nichts Neues
- 2023: Luden (Fernsehserie)
- 2024: Wer ohne Schuld ist (Fernsehfilm)

## Auszeichnungen
- 2018: Günter-Rohrbach-Filmpreis – Preis des Saarländischen Rundfunks für Das schönste Mädchen der Welt gemeinsam mit Luna Wedler[20]
- 2019: Bunte New Faces Award – Bester Nachwuchsdarsteller für Das schönste Mädchen der Welt